# تاكاو نيشياما
تاكاو نيشياما (باليابانية: 西山 孝朗) (مواليد 7 يناير 1942)، هو لاعب كرة قدم ياباني سابق كان يلعب كمدافع. سبق له أن لعب مع منتخب اليابان.

## وصلات خارجية
- تاكاو نيشياما على موقع ناشيونال فوتبول تيمز (الإنجليزية)

- National Football Teams
- Japan National Football Team Database